# Arkanoid Returns
Arkanoid Returns (アルカノイド•リターンズ?) è il terzo videogioco della serie di Arkanoid, sviluppato da I.T.L. e pubblicato dalla Taito nel 1997 in versione arcade. Fu poi convertito per la console PlayStation. 
È stato emulato per la prima volta nel 2022 sul Taito Egret II Mini, un cabinato miniaturizzato dedicato al retrogaming contenente circa sessanta preinstallati classici della compagnia.

## Trama
La storia è ridotta a un incontro nello spazio con Doh, l'acerrimo nemico della serie, che colpisce l'astronave Vaus. Nella versione arcade, per la prima volta in questa serie, Doh non è presente come boss finale.

## Modalità di gioco
Come nei giochi precedenti della serie Arkanoid, si deve ribattere una pallina su un muro di mattoncini colorati e distruggerli tutti per superare il livello.
Inoltre è anche possibile la modalità a due giocatori cooperativa, con due Vaus ad altezze leggermente diverse.
Lo stile estetico fu cambiato rispetto ai giochi precedenti della serie, passando dai colori vivaci a tenui toni pastello, e aggiungendo una colonna sonora continua.

### Bonus
Distruggendo i mattoncini alcuni di essi rilasciano dei power-up che se raccolti danno opzioni aggiuntive, e sono:
- D, vengono messe in gioco nove palline.
- G, la pallina viene maggiorata e colpisce più di un mattoncino all'impatto.
- E, il Vaus viene allungato del doppio.
- B, bonus che fa completare all'istante il livello.
- P, 1up, viene regalata una vita extra.
- S, diminuisce la velocità della pallina.
- C, viene attivata una barriera magnetica che blocca la pallina sul Vaus.
- L, viene attivato il laser sul Vaus che consente di sparare ai mattoncini.
- M, la pallina diventa verde e procede dritta senza rimbalzare sui mattoncini.

### Livelli
Il gioco arcade comprende 50 livelli, senza boss.
Secondo Retro Gamer 66, usando i trucchi del gioco arcade è possibile sbloccare una versione del gioco con 100 livelli e con una battaglia contro Doh come boss finale, come del resto era pubblicizzato nel volantino giapponese. Sembra però che sia impossibile arrivarci giocando normalmente. Per motivi sconosciuti questa parte venne esclusa nella versione definitiva.
Nella conversione per PlayStation i 100 livelli sono normalmente accessibili.

## Accoglienza
Secondo Retro Gamer 66, Arkanoid Returns fu un deciso peggioramento nella serie, che sbagliò ad allontanarsi dall'iconico stile dei predecessori. Sempre secondo la rivista, i livelli avanzati sono eccessivamente difficili e frustranti.

## Arkanoid R 2000
Il seguito Arkanoid R 2000, uscito nel 1999 in Giappone solo per PlayStation, è sostanzialmente una versione ampliata di Arkanoid Returns, con altri 100 nuovi livelli (per un totale di 200) che praticamente costituiscono un gioco a parte, un editor di livelli, e una modalità squash a due giocatori che devono ribattere la palla uno alla volta.
La serie continuò poi con Arkanoid DS.